# Miller-effekt
Indenfor elektronik er Miller-effekten ansvarlig for øgningen i den ækvivalente input-kapacitans af en inverterende spændingsforstærker grundet forstærkning af virkningen af en kapacitans mellem input og output terminalerne. Den virtuelt øgede input-kapacitans CM grundet Miller-effekten er givet ved
{\displaystyle C_{M}=C_{m}(1+A_{v})\,}
hvor {\displaystyle -A_{v}} er forstærkningen af forstærkeren – og Cm er tilbagekoblings kapacitansen.
Selvom termen Miller-effekt normalt refererer til kapacitans, kan en vilkårlig impedans forbundet mellem input og en anden node der udøver forstærkning modificere forstærkerens input impedans via denne effekt. Disse egenskaber af Miller-effekten er generaliseret i Miller-teoremet.

## Historie
Miller-effekten blev navngivet efter John Milton Miller.
 
da Miller offentliggjorde sit arbejde i 1920, da han arbejdede med elektronrørs trioder, men den samme teori kan anvendes på mere moderne enheder såsom bipolare transistorer og felteffekttransistorer.